# 권혁현
권혁현(1993년 1월 22일 ~ )은 대한민국의 배우이다.

## 학력
- 호서대학교 중퇴

## 출연작

### 드라마
- 《추리의 여왕 2》 (2018년, KBS2) - 경찰 역
- 《보이스 2》 (2018년, OCN) - 전용식 역
- 《빙의》 (2019년, OCN) - 김준형 역
- 《우아한 가》 (2019년, MBN/드라맥스) - 권준혁 역
- 《KBS 드라마 스페셜 - 스카우팅 리포트》 (2019년, KBS2) - 젊은 시절 윤경우 역
- 《거짓말의 거짓말》 (2020년, 채널A) - 김웅 역
- 《키마이라》 (2021년, OCN) - 이건영 역
- 《내 남편과 결혼해줘》 (2024년, tvN) - 오유라  비서역

### 영화
- 《귀공자》 (2023년) - 경호원 역